# Tribute to a Bad Man
 Tribute to a Bad Man és una pel·lícula estatunidenca dirigida per Robert Wise, estrenada el 1956. Està basada en el conte "Hanging's for the Lucky" de Jack Schaefer, l'autor de Shane.

## Argument
És l'any 1875. L'intractable Jeremy Rodock, criador de cavalls a Wyoming, no vacil·la a linxar qualsevol lladre que atrapa a les seves terres. Però un dia, envoltat per una banda de malfactors, el salva Steve Miller. Agraït, el contracta al seu ranxo.
De tota manera. Rodock pensa linxar els lladres personalment, sense necessitat de judici. El vaquer McNulty el descriu com a malalt de penjats, i li ho comenta a la dona de Rodock, Jocasta Constantine, una antiga ballarina avergonyida del seu passat. Rodock, gelós i desconfiat, veu sortir McNulty i la seva dona junts de la granja i en treu conclusions equivocades. Dispara McNulty, després el colpeja amb fúria i finalment el fa fora del ranxo.

## Repartiment
- James Cagney: Jeremy Rodock
- Don Dubbins: Steve Miller
- Stephen McNally: McNulty
- Vic Morrow: Lars Peterson
- James Griffith: Barjak
- Onslow Stevens: Hearn
- James Bell: L. A. Peterson
- Jeanette Nolan: Mrs L. A. Peterson
- Chubby Johnson: Baldy
- Royal Dano: Abe
- Lee Van Cleef: Fat Jones
- Peter Chong: el cuiner

## Producció
La producció va començar amb Spencer Tracy com a protagonista de la pel·lícula, però va xocar amb el director Robert Wise fet que provocà diversos retards en la filmació. Tracy afirmava que la gran altura on es rodava la pel·lícula l'afectava i no es trobava bé, i va insistir que el rodatge es traslladés a un lloc de menys altitud. Finalment, va ser exclòs de la pel·lícula per MGM i substituït per James Cagney. Robert Francis havia de ser originalment interpretat per Steve Miller, però va morir en un accident aeri just abans de començar la filmació. Francis va ser substituït per Don Dubbins. Irene Papas va reemplaçar a Grace Kelly que ho va rebutjar, com també ho van fer Eva Marie Saint i Jennifer Jones.